# Coco rallado

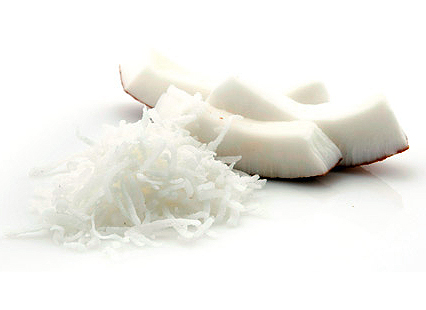
Coco rallado

El coco rallado es un ingrediente que se obtiene al rallar la pulpa del coco seco. El color y sabor del coco rallado se atribuye a su alto contenido de azúcares y aceites. El coco rallado suele encontrarse en la mayoría de los supermercados del mundo, envasada en lata y pequeñas bolsas. 

## Uso en gastronomía
Generalmente se utiliza como saborizante y decoración en repostería.
El coco rallado es el ingrediente esencial del arroz con coco. En la Costa Pacífico y Caribe, así como en América Central y las Antillas, se usa en la preparación de pescados, carnes, sancochos de pescados como el rondón y en el mote de queso. En la cocina de Indonesia existe un arroz al estilo uduk (cocinado con coco rallado). 
En varios lugares es utilizado para hacer paletas heladas de leche con coco. Se suele usar como ingrediente de algunas bebidas tales como la piña colada.

## Beneficios y propiedades
Como su propio nombre indica, el coco rallado es la carne del coco previamente rallada, consistiendo en la pulpa que ha sido desecada.
En el caso concreto de la ralladura de coco, podemos encontrar:
- Fibra: 2 cucharadas de coco rallado aportan casi 5 gramos de fibra dietética, lo que se traduce en aproximadamente un 15% de la ingesta de fibra diaria recomendada. Esta fibra ayuda a regular la digestión, evitar el estreñimiento, reducir el colesterol alto, aumentar la saciedad y controlar los niveles de glucosa en sangre.
- Minerales: aporta sobre todo minerales tan importantes como el potasio, manganeso, selenio y hierro. En menores cantidades, también podemos encontrar cobre, magnesio y zinc.
- Vitaminas: aporta vitaminas del grupo B (como la B1, B2, B3, B6, B7 y B9 o ácido fólico), además de vitamina C, vitamina E y vitamina K.
- Grasa saturada: aunque el coco rallado es rico en grasa saturada (30g.por cada 100g.de producto) no toda aporta los mismos efectos negativos que –por ejemplo- sí aportan algunas carnes o productos lácteos enteros.